# Corrida : la mort du taureau
Corrida : la mort du taureau est une huile sur toile peinte par Édouard Manet vers 1865. C'est une de ses œuvres les moins souvent présentées dans les expositions internationales. Elle fait partie d'une série de trois tableaux peints à son retour d'Espagne qui comprend en outre  La Chute du picador (musée d'Orsay), intitulé ensuite Combat de taureau, et La Chute du picador, aquarelle, (collection particulière).

## Contexte
Depuis 1862 Manet, avait déjà peint plusieurs tableaux sur le thème de la corrida : L'Homme mort, La Corrida, deux toiles issues du découpage de Épisode d'une course de taureau, Mlle V. en costume d'espada et Le Matador saluant,.
À son retour d'Espagne, il se déclare fortement impressionné par le spectacle des arènes, et dans une lettre à Zacharie Astruc, le 17 septembre 1865, il déclare qu'il compte : « mettre sur la toile l'aspect rapide de cet assemblage de monde tout bariolé, sans oublier la partie dramatique, picador et cheval renversés, labourés par les cornes du taureau furieux, et l'armée de chulos cherchant à écarter l'animal. »

## Description
Plus ensoleillée que dans Combat de taureau, l'arène du tableau Corrida : la mort du taureau traduit bien l'ambiance bariolée,  et beaucoup moins dramatique, telle que Manet a voulu la rendre. L'action se déroule dans la vieille arène de la Puerta de Alcalá. 

«  Le taureau parado (arrêté) avec banderilles (dans une position improbable pour tout critique taurin), est d'un gabarit très réaliste; comparé à la taille de certains toreros, on pourrait avancer qu'il s'agit d'un novillo. »